# Merak Belantung
Merak Belantung is een bestuurslaag in het regentschap Lampung Selatan van de provincie Lampung, Indonesië. Merak Belantung telt 4287 inwoners (volkstelling 2010).